# DSL
DSL je ujedno kratica za Damn Small Linux, Linux distribuciju.
DSL (izvorno eng. Digital Subscriber Loop = digitalna pretplatnička petlja) naziv je tehnologije koja omogućava digitalni prijenos preko bakrenih vodova (parica) do krajnjeg korisnika usluge. Danas se ova kratica uglavnom tumači kao Digital Subscriber Line = digitalna pretplatnička linija.

## Povijest
Prva inačica DSL-a razvijena je za potrebe ISDN-a (160 kbit/s). Za potrebe povezivanja kućnih centrala brzinom od 2 Mbit/s na većim udaljenostima razvijen je HDSL. Pristup digitalnim zakupljenim vodovima koji služe za stvaranje privatnih mreža, kao i za pristup Internetu, također se ostvaruje nekom od simetričnih inačica DSL-a kao što su HDSL, SDSL i RADSL. Privatni korisnici uglavnom koriste asimetričnu inačicu ADSL, a negdje se već nudi i brži VDSL.

## Inačice
Povećanjem brzine prijenosa smanjuje se najveća moguća udaljenost od centrale do pretplatnika.
Npr. kod triple play usluge optički vod se postavlja do uređaja na maloj udaljenosti od korisnika (FTTC), pa se na toj udaljenosti preko bakrene parice korištenjem VDSL-a može ostvariti vrlo velika brzina.
Neke od inačica DSL-a (zajednički se obično označavaju kao xDSL) su:
- HDSL (High Data Rate Digital Subscriber Line) - tipično 2 Mbit/s na dvije parice
- SDSL (Symmetric Digital Subscriber Line) - tipično 1 Mbit/s na jednoj parici
- ADSL (Asymmetric Digital Subscriber Line) - moguće do 24 Mbit/s prema korisniku jednosmjerno (podinačice su npr ADSL2 i ADSL+)
- RADSL (Rate-Adaptive Digital Subscriber Line) - brzina prema potrebi do 1 Mbit/s
- VDSL (Very-high-bit-rate Digital Subscriber Line) - do 52 Mbit/s prema korisniku
- VDSL2 (Very-high-bit-rate Digital Subscriber Line 2) - poboljšani VDSL
- G.SHDSL (G. Symmetric High-speed Digital Subscriber Line) - standardizirani SDSL
- PDSL (Powerline Digital Subscriber Line) - DSL preko električne mreže